# کورکینو
شهر کورکینو (به روسی: Коркино) در کشور روسیه و در اوبلاست چلیابینسک واقع شده‌است.